# George Dantzig
George Bernard Dantzig ( /ˈdæntsɪɡ/; Portland, Oregón; 8 de noviembre de 1914-Stanford, California; 13 de mayo de 2005) fue un profesor, físico y matemático estadounidense, reconocido por desarrollar el método simplex y es considerado como el «padre de la programación lineal». Recibió muchos honores, tales como la Medalla Nacional de Ciencia en 1975 y el premio de Teoría John von Neumann en 1974.
Fue miembro de la Academia Nacional de Ciencias, la Academia Nacional de Ingeniería y la Academia Americana de Artes y Ciencias.
Obtuvo su licenciatura en Matemáticas y Física en la Universidad de Maryland en 1936, su grado de máster en Matemáticas en la Universidad de Míchigan, y su doctorado en la Universidad de California, Berkeley en 1946. Recibió además un doctorado honorario de la Universidad de Maryland en 1976.
El padre de Dantzig, Tobías Dantzig, fue un matemático ruso que realizó estudios con Henri Poincaré en París. Tobías se casó con una estudiante de la universidad de la Sorbona, Anja Ourisson, y la pareja emigró a los Estados Unidos.

## La verdad de un mito
Un hecho real en la vida de Dantzig dio origen a una famosa leyenda en 1939, cuando  era un estudiante en la Universidad de California, Berkeley. Al comienzo de una clase a la que Dantzig llegó con retraso, el profesor Jerzy Neyman escribió en la pizarra dos ejemplos famosos de problemas estadísticos aún no resueltos. Al llegar Dantzig  a clase, pensó que los dos problemas eran tarea para  casa y los anotó en su cuaderno. De acuerdo con Dantzig, los problemas «le parecieron ser un poco más difíciles de lo normal», pero unos pocos días después obtuvo soluciones completas para ambos, aún creyendo que estos eran tareas que debía entregar. Seis semanas después, Dantzig recibió la visita del profesor Neyman, quien muy emocionado había preparado una de las soluciones de Dantzig para ser publicadas en una revista matemática. Años después otro investigador, Abraham Wald, publicó un artículo en el que llegaba a la conclusión del segundo problema, y en el cual incluyó a Dantzig como coautor.
Esta historia comenzó a difundirse, y fue usada como una lección motivacional demostrando el poder del pensamiento positivo. A través del tiempo el nombre de Dantzig fue retirado y los hechos fueron alterados, pero la historia básica persiste en la forma de  mito.

## El surgimiento de la programación lineal
Cuando comenzó la Segunda Guerra Mundial, Dantzig interrumpió sus estudios en Berkeley para unirse a las Fuerza Aérea de los Estados Unidos como jefe de la Rama de Análisis de Combate de los Cuarteles Centrales Estadísticos, lo cual lo llevó a lidiar con las logísticas de la cadena de abastecimiento y gestión de cientos de miles de elementos y personas. Este trabajo proporcionó los problemas del «mundo real» que la programación lineal vendría a resolver.
George Dantzig se doctoró en Berkeley en 1946. Inicialmente iba a aceptar un puesto como profesor en Berkeley, pero fue persuadido por su esposa y colegas del Pentágono para volver a las Fuerzas Aéreas como consejero matemático de la USAF. Fue ahí, en 1947 donde por primera vez presentó un problema de programación lineal, y propuso el método simplex para resolverlo. En 1952 se convirtió en  investigador matemático en la Corporación RAND, en cuyos ordenadores comenzó a implementar la programación lineal. En 1960 fue contratado por su alma máter, donde enseñó ciencias de la computación, convirtiéndose en  presidente del Centro de Investigación de Operaciones. En 1966 ocupó un cargo similar en la Universidad de Stanford. Se quedó en Stanford hasta su retiro en los años 90.
Además de  su trabajo significativo en el desarrollo del método simplex y la programación lineal, Dantzig también hizo avances en los campos de la teoría de la descomposición, el análisis de sensibilidad, los métodos de pivote complementarios, la optimización a gran escala, la programación no lineal y la programación bajo incertidumbre. El primer ejemplar del SIAM Journal on Optimization en 1991 se dedicó a él.

## Otros
La Sociedad de Programación Matemática honró a Dantzig creando el Premio Dantzig, otorgado cada tres años desde 1982 a una o dos personas que hayan logrado un impacto significativo en el campo de la programación matemática.
Dantzig murió el 13 de mayo de 2005 en su casa en Stanford, California, debido a complicaciones producto de la diabetes y problemas cardiovasculares.